# Fonts del carrer Nou i de Sant Francesc
Les Fonts del carrer Nou i de Sant Francesc és una obra de Cervera (Segarra) protegida com a Bé Cultural d'Interès Local.

## Descripció
Dues fonts públiques amb característiques constructives molt similars i construïdes en el mateix moment cronològic. Una es troba al carrer Nou i l'altra al carrer de Sant Francesc. No es poden considerar fonts monumentals ja que consten bàsicament d'una pica damunt d'una base i un pilar d'on surt la canella, coronat per una peça troncopiramidal.